# Aísa
Aísa es un municipio aragonés situado en la comarca de La Jacetania (Huesca). Pertenece al partido judicial de Jaca.
De su término municipal forman parte también los núcleos de Candanchú, Esposa y Sinués. Hay que destacar igualmente la estación de esquí de Candanchú. A comienzos de 2011 el pueblo de Aísa contaba con una población de 159 habitantes.

## Geografía
Integrado en la comarca de La Jacetania, se sitúa a 91 kilómetros de Huesca. El término municipal está atravesado por los últimos kilómetros de la carretera nacional N-330 antes del puerto de Somport y por carreteras locales que conectan con los municipios de Borau, Jasa y Jaca. 
Aísa da nombre a uno de los valles más bellos y desconocidos del Pirineo aragonés. Abierto a través del río Estarrún, afluente del Aragón, se inserta en una amplia banda de suelos pardos calizos forestales sobre flysch eoceno. El pueblo, que se alza a 1046 metros sobre el nivel del mar, es la cabecera de un municipio formado también por Esposa y Sinués. Limitando el valle se encuentran algunos de los picos más altos de los Pirineos, como son el pico de Aspe (2640 metros), el Llana de la Garganta (2597 metros) o el pico Llana del Bozo (2559 metros), que forman la conocida Trilogía del Aspe, en plena sierra de Aísa. En el extenso término municipal también está integrada la prestigiosa estación de esquí de Candanchú, la más veterana del país. Parte de su término municipal está ocupado por el parque natural de los Valles Occidentales. La altitud oscila entre los 2640 metros (pico Aspe) y los 820 metros a orillas del río Estarrún. 
| Noroeste: Aragüés del Puerto     | Norte: Ansó y Francia | Noreste: Jaca (exclave) |
| Oeste: Aragüés del Puerto y Jasa |                       | Este: Canfranc y Borau  |
| Suroeste: Hecho                  | Sur: Jaca             | Sureste: Borau          |

## Administración y política
| Período             | Alcalde                               | Partido  |  |
| ------------------- | ------------------------------------- | -------- |  |
| 1979-1983 1983-1983 | Ramón Gil Eito Pascual García Aragüés | UCD PSOE |  |
| 1979-1983 1983-1983 | Ramón Gil Eito Pascual García Aragüés | UCD PSOE |  |
| ...                 |                                       |          |  |
| 2007-2011           | José Luis Galindo Gil                 | PSOE     |  |
| 2011-2015           | José Luis Galindo Gil                 | PSOE     |  |
| 2015-2019           | José Luis Galindo Gil                 | PSOE     |  |

| Partido político    | Partido político                                   | 2003   | 2007   | 2011   | 2015   |
| Partido político    | Partido político                                   | Ediles | Ediles | Ediles | Ediles |
|                     | Partido de los Socialistas de Aragón (PSOE-Aragón) | 4      | 4      | 4      | 5      |
|                     | Partido Popular de Aragón (PP)                     | 2      | 2      | 2      | 2      |
|                     | Partido Aragonés (PAR)                             | 1      | 1      | 1      | —      |
| Total de concejales | Total de concejales                                | 7      | 7      | 7      | 7      |

## Historia
Aparece mencionado en el 1104 en la colección diplomática de la Catedral de Huesca por lo que probablemente la población fue fundada durante el siglo XI-XII durante la actividad repobladora en el pirineo, en especial por el cenobio de Santa María de la Serós, quien fue la dueña de la población hasta el 1188, cuando es intercambiado por el castillo de Atarés pro el rey Alfonso II. 
Posteriormente la villa fue entregada en feudo por el rey Pedro III al noble Pedro Cornel IV el 23 de diciembre de 1276 junto con otras villas del valle, aunque en el 29 de marzo de 1289 el rey Alfonso III lo entregaría como posesión al noble Rodrigo Jiménez de Luna pero para el 1292 la villa era posesión de un noble llamado Pedro Cornel y terminó siendo intercambiada con el rey Jaime II por la villa de Alfajarín el 28 de mayo de 1293, siendo desde entonces una villa de realengo.
En 1966, Aísa incorpora el término municipal de Sinués, según lo dispuesto en el Decreto 2063/66, de 30 de junio, publicado en el Boletín Oficial del Estado número 193, de 13 de agosto.
Por otra parte, en 1972 se anexiona igualmente el antiguo término de Esposa, de acuerdo con los términos del Decreto 240/72, de 27 de enero, publicado en el Boletín Oficial del Estado número 33, de 8 de febrero.

## Demografía
Aísa cuenta con una población de 313 habitantes (INE 2024).
| Gráfica de evolución demográfica de Aisa entre 1842 y 2021 |
| |
| Población de derecho según los censos de población del INE Población de hecho según los censos de población del INEEntre el censo de 1981 y el anterior, crece el término del municipio porque incorpora a 22100 (Esposa). Entre el censo de 1970 y el anterior, crece el término del municipio porque incorpora a 22638 (Sinués). Decreto 2063/66 de 30 de junio. |

## Economía

### Evolución de la deuda viva municipal
| Gráfica de evolución de Deuda viva del Ayuntamiento de Aisa entre 2008 y 2019                                |
| |
| Deuda viva del Ayuntamiento de Aisa en miles de Euros según datos del Ministerio de Hacienda y Ad. Públicas. |

## Cultura

### Patrimonio
- Conjunto urbano, ejemplo de la arquitectura rural pirenaica aragonesa.
- Dolmen ubicado en su término municipal, el más antiguo del Pirineo.[4]
- Ermita de San Esteban, en la que se educó Alfonso I el Batallador.[4]
- Iglesia de Nuestra Señora de la Asunción, templo del siglo XVIII edificado sobre los restos de un templo románico anterior.[14]
- Iglesia gótica de Sinués.

Los caseríos de los pueblos de Aísa y Sinués, junto con la iglesia parroquial de Sinués fueron incluidos en el catálogo de bienes inscritos como parte del sitio Caminos de Santiago de Compostela: Camino Francés y Caminos del Norte de España, dentro del Patrimonio de la Humanidad.

### Dance de Sinués
Es de gran interés el dance de Sinués o palotiau de Sinués, que se celebra por las fiestas del Rosario en Sinués, habiéndose recuperado hace pocos años.

### Lugares de interés
- Las Tiesas Altas, pardina del siglo XVII.

### Festividades
- 15 y 16 de agosto: fiestas de la Virgen de la Asunción[15] y San Roque en Aísa

- A finales de agosto, San Bartolomé en Esposa.
- Primeros de agosto, fiestas de verano en Candanchú.
- Primeros de octubre, fiestas en Sinués